# Daniel da Cruz Carvalho
Daniel da Cruz Carvalho, meglio noto come Dani (Lisbona, 2 novembre 1976), è un ex calciatore portoghese, di ruolo centrocampista.

## Carriera
Dani inizia la carriera nelle file dello Sporting Lisbona, con cui esordisce nel 1994. Nel gennaio del 1996 passa in prestito al West Ham, in Premier League, dove colleziona 9 presenze e 2 reti.
Nella stagione 1996-1997 passa a titolo definitivo all'Ajax, diventando il primo portoghese a vestire la maglia del club. Resterà all'Ajax per quattro stagioni, periodo in cui partecipa con la sua nazionale alle Olimpiadi del 1996 ottenendo il quarto posto.
Dopo una breve esperienza al Benfica, nel 2000, tentato dall'offerta dell'Atlético Madrid, si trasferisce in Spagna, dove in tre anni colleziona 64 presenze e 10 reti.
Nel 2004, all'età di 28 anni, decide di lasciare il calcio e dedicarsi alla carriera di fotomodello, carriera che segue tuttora.

## Palmarès

### Giocatore

#### Club
- Campionato olandese: 1

Ajax: 1997-1998
- Coppa dei Paesi Bassi: 2

Ajax: 1998, 1999
- Segunda División: 1

Atletico Madrid: 2001-2002

#### Nazionale
- Campionato d'Europa Under-18: 1

Spagna 1994